# Merrillville
Merrillville è un centro abitato (town) degli Stati Uniti d'America, situato nella contea di Lake dello Stato dell'Indiana. Nel censimento del 2000 la popolazione era di 30.560 abitanti.

## Geografia fisica
Secondo i rilevamenti dell'United States Census Bureau, Merrillville si estende su una superficie di 86,3 km².